# Правилна исхрана
Храна је састављена од многих хранљивих материја, које су свима потребне за: живот, раст и развој, одржавање здравља, обезбеђивање енергије за рад. Потребно је око 40 хранљивих материја да би човек био здрав. Основне хранљиве материје су витамини, минерали, аминокиселине из протеина, протеини, масти и [угљени хидрати].
Ове материје треба добити из различитих намирница, јер не постоји једна која садржи све потребне састојке у довољној мери. Због тога је неопходно да исхрана буде разноврсна.
Свака врста намирница је добар извор неке материје (нпр. Млеко – протеини, калцијум, витамини А и Д).
Пирамиду правилне исхране чине групе намирница. Свака група намирница(хране) обезбеђује неке, али не све потребне састојке. Намирнице једне групе не могу надокнадити оне у другим групама.
Ни једна група није мање важна од друге. За добро здравље су једнако потребне све групе намирница да бисте били здрави.

## Пирамида исхране
Основа пирамиде је најшира. Ту су намирнице од житарица: хлеб, пецива, пиринач, тестенине, проја, качамак. Све је то здравије ако се прави од црног брашна млевењем целог зрна. Ове намирнице треба узимати свакодневно, више пута у току дана. Треба их јести 6– 11 пута (оброка) дневно.
Житарице обезбеђују витамине, минерале и неопходна влакна.
Другу групу намирница чине воће и поврће. 
Потребно је посебно истаћи овај ниво. Она обезбеђује витамине, минерале, влакна веома важна за здравље. Треба их јести 3-5 пута дневно.
Поврће и воће се појављују у разним врстама и бојама и треба јести што разноврсније.
Трећа група намирница углавном је животињског порекла.
Важна је јер обезбеђује беланчевине, калцијум, гвожђе, цинк. Ова група се дели на две подгрупе – једну чине млеко и млечни производи (сир, павлака, јогурт и млеко), а другу месо, риба, пасуљ, јаја, орах, лешник, бадем, кикирики...
Четврти ниво пирамиде је сам врх пирамиде и чине је масти, уља и слаткиши. Ова група намирница обезбеђује енергију (калорије) и врло мало других хранљивих материја. Ове намирнице нису лоше, али оне би требало да чине најмањи део нашег оброка.
Правилна исхрана је основни фактор оптималног раста и развоја човечијег организма и директно утиче на његову радну способност и дужину живота. Нажалост, данашњу исхрану карактеришу неправилни и недовољно избалансирани оброци. У њима има превише масноћа, меса, хлеба а мало млечних производа, воћа и поврћа. Неправилна исхрана је фактор ризика за настанак различитих обољења. Због тога трпи наш читав организам, а веома је лако многе лоше компликације избећи једноставном променом исхране.
Неправилна исхране не само да смањује такмичарске способности већ може, с обзиром на напор који организам чини, да доведе и до обољења, нарочито ако је реч о младим особама које још нису достигле свој пуни развој. Телу треба обезбедити оно што му треба, када му треба и у потребној количини.

## Основни принципи правилне исхране
Исхрана је оптималан фактор раста и развоја организма и директно утиче на његову радну способности дужину живота. Да би се спровела правилна исхрана неопходно је познавати основне принципе правилне исхране, садржане у следећем:
1. Рационална исхрана - представља однос између количине унете хране и количине утрошене у организму за одговарајуће процесе, а то су: терморегулација, рад унутрашњих органа, физичка активност, итд. Одступање од ове равнотеже доводи до преобилне или недовољне исхране, Рационална исхрана истовремено значи узимање намирница које су јефтиније, али једнако вредне тако да се не умањује нутритивна вредност јела.
2. Уравнотежена или умерена исхрана - представља оптималну количину хранљивих састојака. Она не сме бити ни преобилна нити недовољна, не само у енергетском смислу, већ и у погледу и других хранљивих састојака, посебно витамина и минерала. И преобилна и недовољна исхрана могу довести до различитих поремећаја у организму и слабљења његове виталне способности.
3. Разноврсна, мешовита исхрана - обухвата два појма: групе намирница и врсту јела. У току дневног јеловнике потребно је узети намирнице из свих 7 група, односно 5 група ако се посматра пирамида исхране. Због богатства наше, а и страних кухиња, јела треба да су разноврсна и без честих понављања, наравно уколико је то могуће. Трудити се да исхрана буде што разноврснија.
4. Равномерност обеда (дневни ритам обеда) - неопходно је у току дана узети више обеда са мањом количином хране, а посебно неправилно целокупну количину хране узети у облику једног обеда, при чему се оптерећују органи за варење, па и цео организам.

## Правилна исхрана
Користите разноврсну храну претежно биљног порекла. Намирнице животињског порекла користите у ограниченим количинама.
Једите хлеб, разне врсте житарица, тестенине, пиринач или кромпир више пута дневно.
Хлеб, разне врсте житарица, тестенине, пиринач или кромпир, Зрна житарица и кромпир садрже разне врсте биљних влакана. Биљна влакна превенирају опстипацију, дивертикулозу црева и хемороиде, а смањују ризик од болести срца и карцинома дебелог црева.
Једите разноврсно поврће и воће, претежно свеже и из локалних извора, више пута дневно (најмање 400г дневно).
Поврће и воће богато је и витаминима и минералима. Такође, садржи и велике количине антиоксиданаса, чији висок дневни унос може да неутралише довољно слободних радикала, да се смање оштећења ћелија и снизи ризик од болести. Замените масна меса и месне прерађевине пасуљем, сочивом, другим махунаркама, рибом, живинским и мршавим месом.
Пасуљ, сочиво и друге махунарке, орах, лешник и зрнаста храна, као и месо риба и јаја су важни извори протеина и гвожђа. Махунарке су добар извор гвожђа, али апсорпција гвожђа из њих није тако добра као из меса, риба и јаја. Проклијали и ферментисани пасуљ побољшава апсорпцију гвожђа.
Месо и месни производи, заједно са млеком и млечним производима повећавају унос засићених масних киселина. Потрошња меса треба да буде мала, у избору треба дати предност мршавим деловима, а све видљиве масти треба одстранити.
Користите млеко и млечне производе (кефир, јогурт, кисело млеко и сир) са што мањим садржајем масти и соли.

## Исхрана особе која почиње да тренира
Дневне калоријске потребе директно су зависне од пола, узраста, телесне масе, типа активности, интензитета и трајања тренинга и физиолошког стања организма. Наравно, у зависности од тренажног циља, врши се повећање калоријске вредности уколико тежимо повећању телесне масе или смањењу калорија код редукције сувишних килограма.
Протеини као основна градивна материја. Свака особа која почиње вежбање мора повећати унос биолошки вредних протеина у зависности од пола, интензитета тренинга, циља којем тежи и других битних фактора одређених на индивидуалном нивоу. Стагнација у развоју мишићне масе и немогућност редукције килограма често је последица недовољног уноса протеина и превише уноса масти и угљених хидрата. Формула оптималног уноса протеина је 1 – 1,5 г / кг телесне масе (препорука је да се потребе за протеинима одреде у консултацији са нутриционистом). Потребе за протеинима задовољићете уколико са масног меса пређете на мање масно (бело месо, риба, посна јунетина и сл.). Исхрана се може додатно допунити квалитетним суплементима сурутке (wхеy-а), безмасни сиреви, беланце јајета и др. За правилан метаболизам протеина неопходни су витамини и минерали (нарочито Б6 и Зн). Потхрањене особе оптималан протеински унос мора да прати довољна количина уноса угљених хидрата, који ће заштити протеине од разградње.

## Витамини
Витамини се налазе у храни у малим количинама које су сасвим довољне за правилан рад организма, ако се са њима поступа исправно. Разни поступци при преради, кувању, спремању и конзервисању хране могу уништити витамине у њој.
Деле се на витамине растворљиве у води ( комплекс витамина Б – Б1, Б2, Б6, Б12 и витамин Ц) и на витамине растворљиве у мастима ( А, Д, Е и К) који су отпорнији према топлоти и дужем стајању.
Сваки од њих има одређену улогу у нашем организму и самим тим ако неки недостаје почеће симптоми који упозоравају на тај недостатак. Али исто тако постоји и прекомерни унос витамина који такође има за последицу разне поремећаје у организму.
Због тога је врло битна умереност, па и у витаминима. Да бисмо знали да препознамо који је поремећај последица недостатка ког витамина упознаћемо се ближе са њима.